# 木曽川橋梁 (関西本線)
木曽川橋梁（きそがわきょうりょう）は、三重県桑名市と愛知県弥富市を結ぶ木曽川に架かるJR関西本線の橋梁。長島駅と弥富駅の間に架かる鉄道橋である。

## 沿革
- 1895年（明治28年） - 関西鉄道により初代木曽川橋梁が完成する。全長865m。
- 1907年（明治40年）10月1日 - 関西鉄道が国有化されて関西本線となる。
- 1928年（昭和3年） - 2代目木曽川橋梁が完成する。初代の橋梁は後に伊勢電気鉄道に払い下げられ、1938年（昭和13年）から1959年（昭和34年）まで近鉄名古屋線の木曽川橋梁として使用された。
- 1976年（昭和51年） - 現在の3代目木曽川橋梁が完成する。

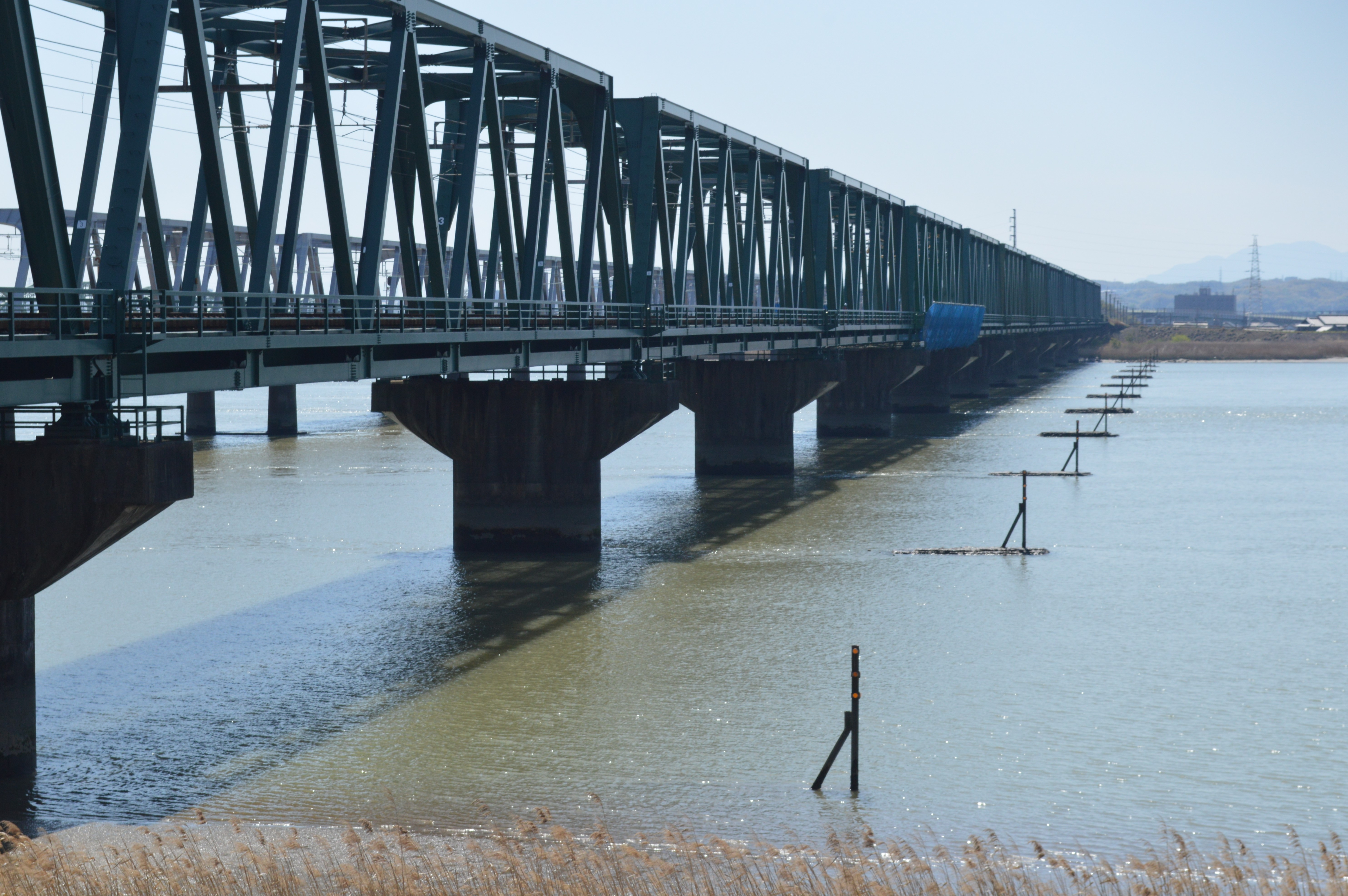
干潮時に露出する初代橋梁の基礎（右）と現在の橋梁（左）

## 諸元
- 完成：1976年（昭和51年）
- 延長：854.0m、複線式
- 構造：単純トラス橋
- 区間：三重県桑名市長島町押付～愛知県弥富市小島町

## 隣の橋
（下流 河口） 湾岸木曽川橋（伊勢湾岸自動車道） - 木曽川大橋（国道23号（名四国道）） - 尾張大橋 - 木曽川橋梁（近鉄名古屋線） - 木曽川橋梁（関西本線） - 木曽川橋（東名阪自動車道） - 木曽川水管橋 - 立田大橋 - 葛木渡船 - 日原渡船 - 東海大橋  （上流）
座標: 北緯35度06分22.6秒 東経136度42分42.0秒 / 北緯35.106278度 東経136.711667度